# زافير هربرت
زافير هربرت (بالإنجليزية: Xavier Herbert)‏‏ (15 مايو 1901 في جيرالدتون - 10 نوفمبر 1984 في أليس سبرينغز) روائي من أستراليا.

## روابط خارجية
- زافير هربرت على موقع الموسوعة البريطانية (الإنجليزية)